# Kloster Reigny
Das Kloster Reigny (Rigniacum) ist eine ehemalige Zisterzienserabtei in der Gemeinde Vermenton im Département Yonne, Region Burgund, in Frankreich. Es liegt rund 27 km südöstlich von Auxerre am rechten Ufer des Flusses Cure.

## Geschichte
Das 1104 in Fontemoy (Fons humidus) von Anseric, dem Ritter von Avallon, und von Gui de Noyers gestiftete Priorat wuchs rasch und schloss sich 1128 dem Zisterzienserorden an, in den es als Tochterkloster der Primarabtei Clairvaux aufgenommen wurde. Erster Abt wurde Étienne de Toucy, ein Mönch aus Clairvaux. 1134 wurde das Kloster an seinen endgültigen, von Guillaume von Auxerre und Nevers zur Verfügung gestellten Ort am rechten Ufer der Cure verlegt. Das Kloster, das im Mittelalter blühte und bis zu 300 Mönche zählte, hatte unter dem Hundertjährigen Krieg und in den Hugenottenkriegen zu leiden. 1759 bis 1765 wurde die Klosterkirche unter Leitung von Claude-Nicolas Ledoux neu errichtet. Bei der Auflösung des Klosters in der Französischen Revolution beherbergte es nurmehr acht Mönche.

## Bauten und Anlage
Klosterkirche, Kapitelsaal und weitere Gebäude wurden nach der Auflösung des Klosters abgebrochen. Die mittelalterliche Klosterkirche war eine dreischiffige Anlage in Form eines lateinischen Kreuzes mit halbrund geschlossenen Staffelchören. Das sechsjochige Refektorium aus der Zeit um 1300 mit Kreuzrippengewölben blieb erhalten. Seine beiden Schiffe sind durch fünf Säulen getrennt. Das Maßwerk der spitzbogigen Fenster ist teilweise mit Rosetten verziert. Auch der südliche Teil des Mönchstrakts ist noch vorhanden. Das Taubenhaus steht ebenfalls noch. Ausstattungsstücke aus der Kirche sind in umliegende Kirchen gelangt.